# Hemilea praestans
Hemilea praestans är en tvåvingeart som först beskrevs av Mario Bezzi 1913.  Hemilea praestans ingår i släktet Hemilea och familjen borrflugor. Inga underarter finns listade i Catalogue of Life.